# 不透明雲
不透明雲（ふとうめいうん、ラテン語学術名:opacus、略号:op）とは、雲の変種の1つで、高層雲、高積雲、層積雲、層雲に現れる。空を広範囲う雲の中でも、太陽や月の位置が分からないほどの厚さがある雲のこと。雲の透明度による分類である変種の1つ。逆に太陽や月の位置が分かる程度の厚さのときは、これを半透明雲と呼ぶ。
雲片の集合からなる雲や水平な層状の雲にみられる。雲の大部分を占める厚い部分が、あるいはどの部分も一様に、密度が高くなって、太陽などを覆い隠して透視できない。
層雲の多くは不透明層となる。層状高積雲はその多くが不透明雲となる。
太陽の高度が低い時によく分かるが、高積雲や層積雲では、雲底が平坦だが雲頂が凸凹しているために濃淡の模様が見えるものと、雲底自体がでこぼこしているものとがある。高積雲は前者、層積雲は後者が多い。
"opacus"は、ラテン語で「影のある、暗い、厚みのある」といった意味がある。
雲の隙間からは薄明光線（光芒）がみられることがある。

## ギャラリー

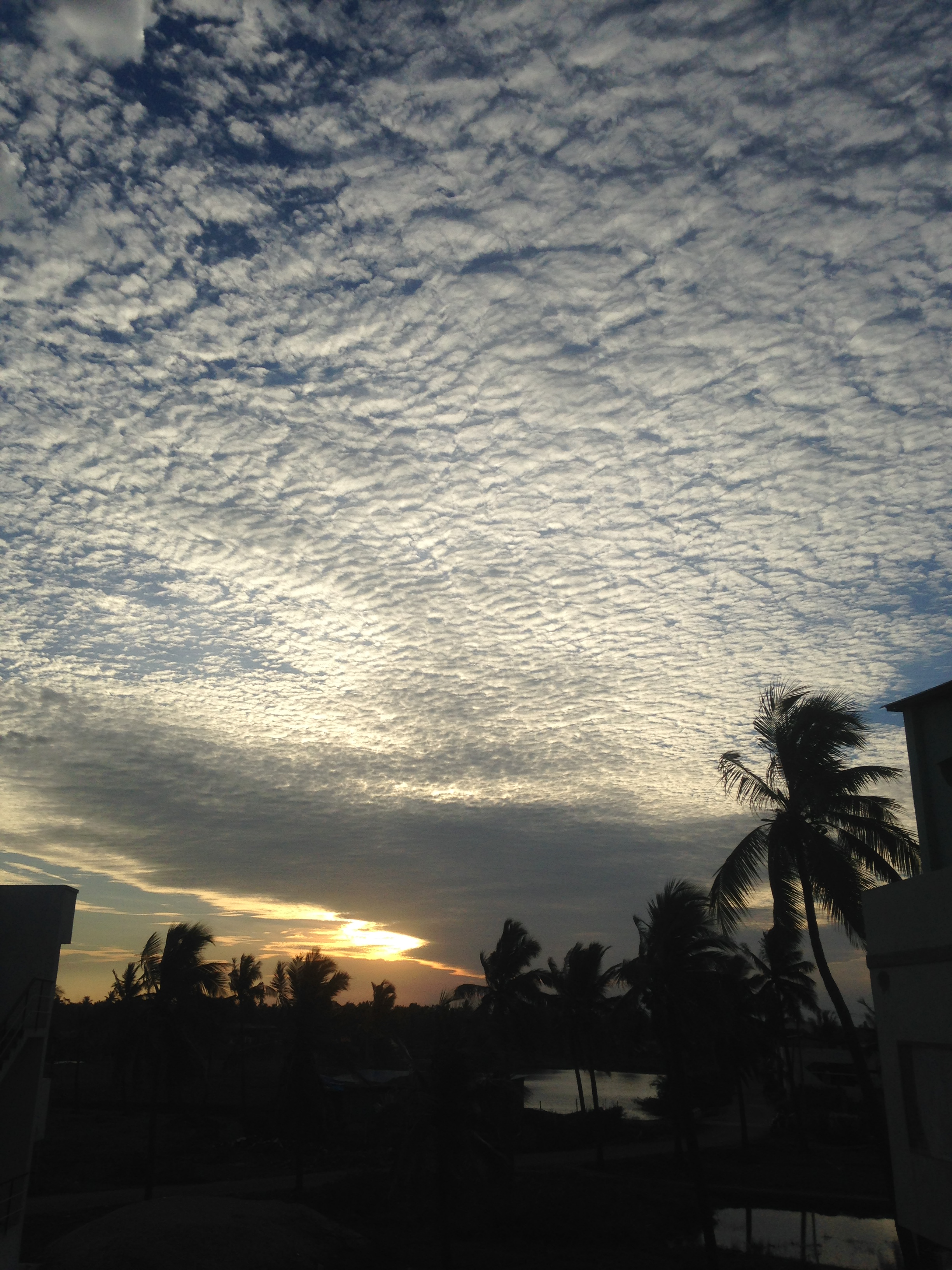
不透明高積雲
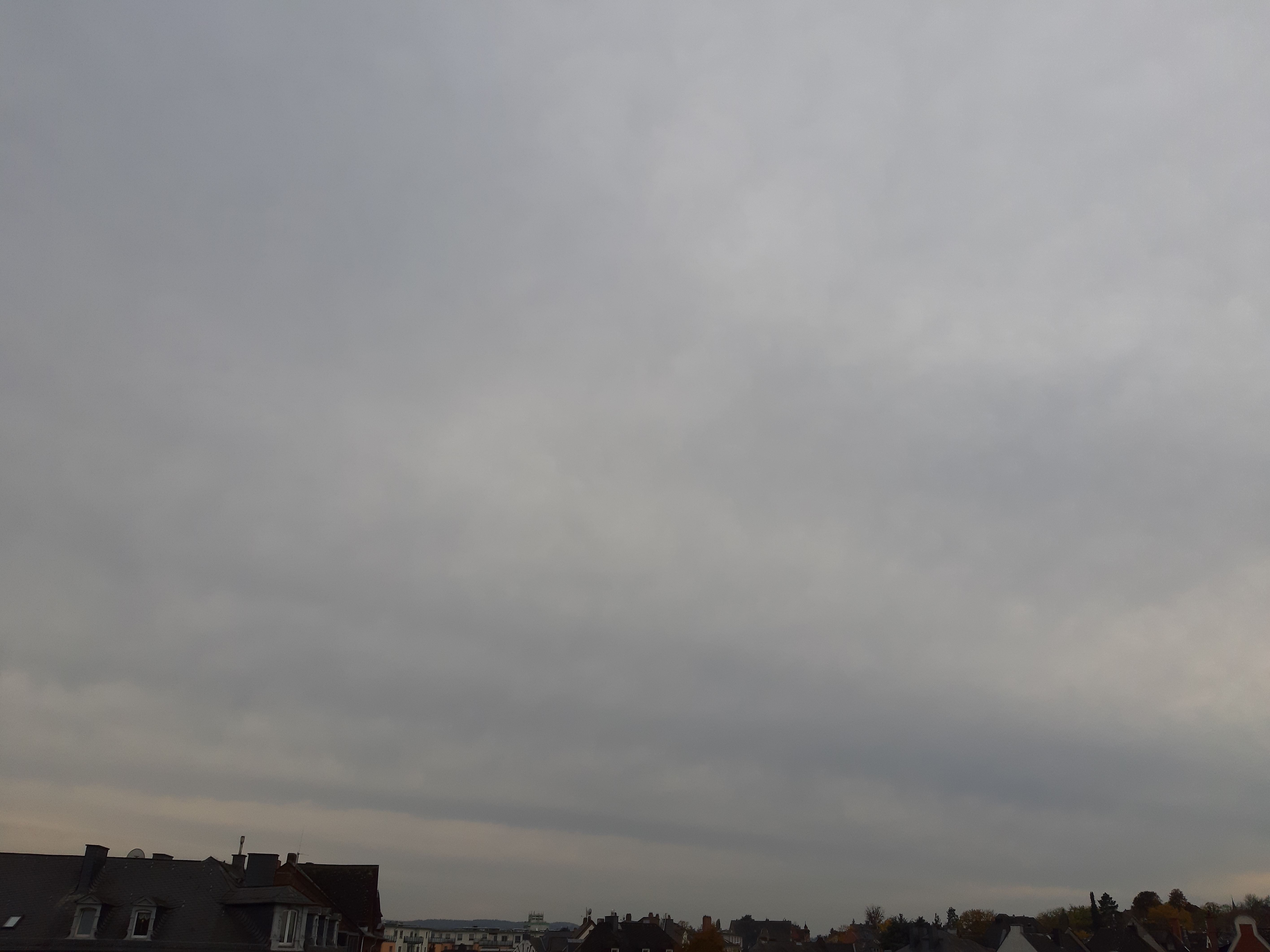
不透明高層雲
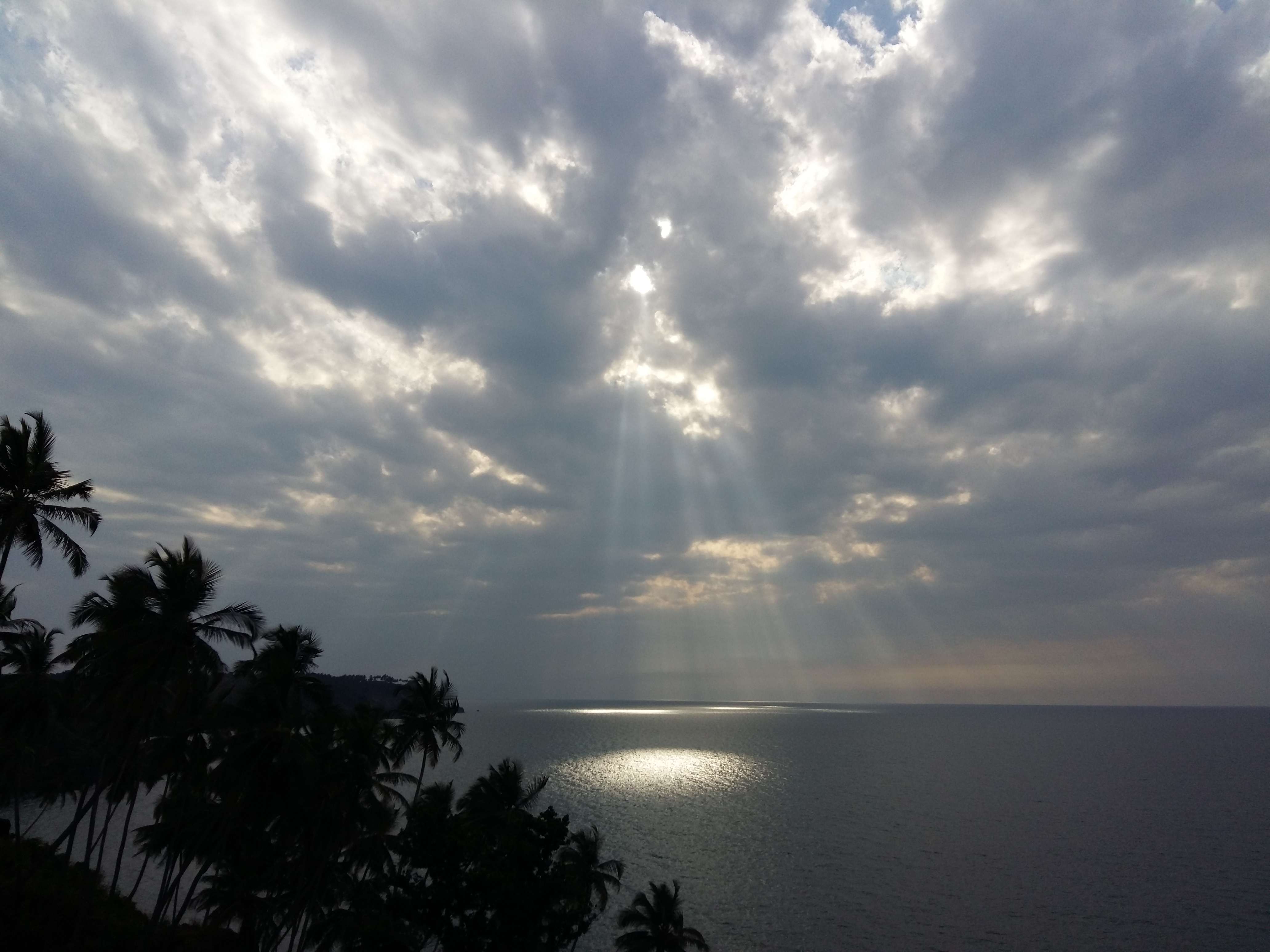
不透明層積雲
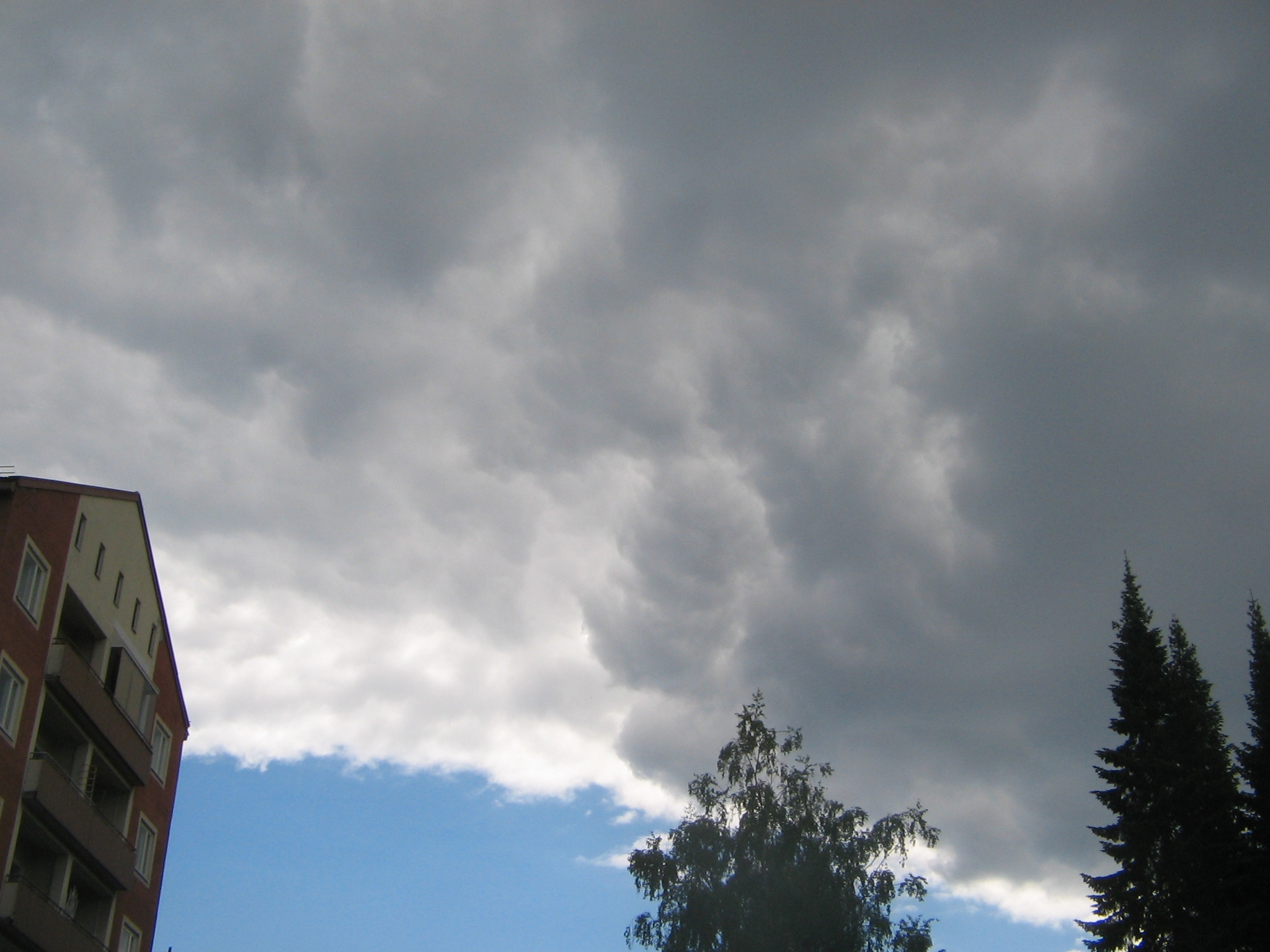
不透明層積雲
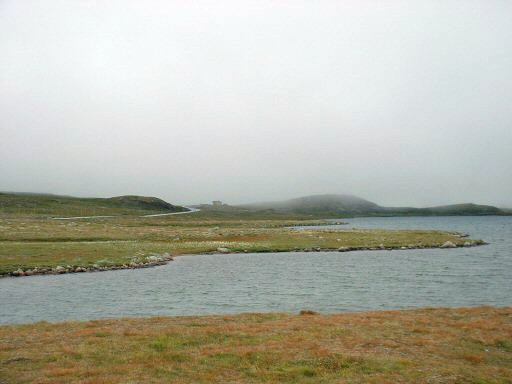
不透明層雲